# Floorball Bandyts Klagenfurt
Die Floorball Bandyts Klagenfurt sind ein österreichischer Floorballverein aus Klagenfurt am Wörthersee, der Landeshauptstadt Kärntens.

## Landesliga-Team

### Kader Senioren 2017/2018

#### Torhüter
| Pos. | Nr. | Name                  | Nat.       | Wurfhand |
| ---- | --- | --------------------- | ---------- | -------- |
| T    | 2   | Paul Keiler           | Österreich | R        |
| T    | 63  | Raphael Wigoutschnigg | Österreich | R        |
| T    | 83  | Maximilian Kulnig     | Österreich | R        |

#### Verteidiger
| Pos. | Nr. | Name               | Nat.        | Schusshand |
| ---- | --- | ------------------ | ----------- | ---------- |
| V    | 3   | Michael Eichholzer | Österreich  | L          |
| V    | 53  | Kenan Nekic        | Österreich  | L          |
| V    | 23  | Dominik Bachmayer  | Österreich  | L          |
| V    | 50  | Sebastian Matzan   | Österreich  | R          |
| V    | 66  | Matthias Loitsch   | Österreich  | R          |
| V    | 69  | Nikita Münch       | Österreich  | R          |
| V    | 87  | Roland Grabner     | Österreich  | L          |
| V    | 92  | Eliyas Ceesayr     | Deutschland | L          |

#### Stürmer
| Pos. | Nr. | Name                      | Nat.       | Schusshand |
| ---- | --- | ------------------------- | ---------- | ---------- |
| F    | 8   | Thomas Huditz             | Österreich | L          |
| F    | 12  | Michael Dermastia         | Österreich | L          |
| F    | 13  | Florian Struger           | Österreich | L          |
| C    | 13  | Florian Struger           | Österreich | L          |
| C    | 15  | Christopher Langer        | Österreich | L          |
| C    | 16  | Maximilian Steinwender    | Österreich | L          |
| F    | 22  | Viktor Lesnjak            | Österreich | L          |
| F    | 24  | Alexander Matzan          | Österreich | L          |
| C    | 25  | Michael-Ignaz Lerchbaumer | Österreich | L          |
| C    | 29  | Matthias Kristler         | Österreich | L          |
| F    | 44  | Sebastian Schuschnig      | Österreich | L          |
| F    | 46  | Dominik Schwarzfurtner    | Österreich | L          |
| F    | 72  | Klaus Lesnjak             | Österreich | L          |
| F    | 91  | Felix Mayer               | Österreich | L          |
| F    | 97  | Fabio Tomantschger        | Österreich | L          |

### Jugend
Die Jugend- und Nachwuchsarbeit ist ein zentraler Bestandteil der Vereinsstruktur. Schon im ersten Jahr seit Eröffnung des Jugendtrainings am 25. Februar 2015 sind die Jugendmannschaften des Vereines in vier Kärntner Ligen aktiv. In der Saison 2016/17 sprang für die U17 ein 3. Platz in der Bundesliga heraus. In dieser Saison holte auch die U13w mit ihrer erstmaligen Teilnahme den U13w Staatsmeistertitel.

#### U19
Trainer/Betreuer: Thomas Kruggel, Michael Eichholzer

#### U17
Trainer/Betreuer: Raphael Wigoutschnigg, Michael Eichholzer

#### U15
Trainer/Betreuer: Raphael Wigoutschnigg, Klaus Lesnjak

#### U15w
Trainer/Betreuer: Alexander Matzan, Sandra Kulterer

#### U13w
Trainer/Betreuer: Alexander Matzan, Sandra Kulterer

#### U11
Trainer: Raphael Wigoutschnigg, Sandra Kulterer, Julia Bachmayer

## Spielstätte
Die Bandyts tragen ihre Heimspiele in der Klagenfurter Sporthalle Lerchenfeld aus. Die Kapazität der Halle beträgt 350 Personen. Die Halle kann durch zwei Trennwände gedrittelt werden und beinhaltet vier Kabinen sowie einen VIP-Bereiche. Sie gehört zum Areal des BR/BRG Lerchenfelds.